# Sumbakeling
Sumbakeling is een bestuurslaag in het regentschap Kuningan van de provincie West-Java, Indonesië. Sumbakeling telt 1532 inwoners (volkstelling 2010).